# Cimitero dei cani di Ascalona

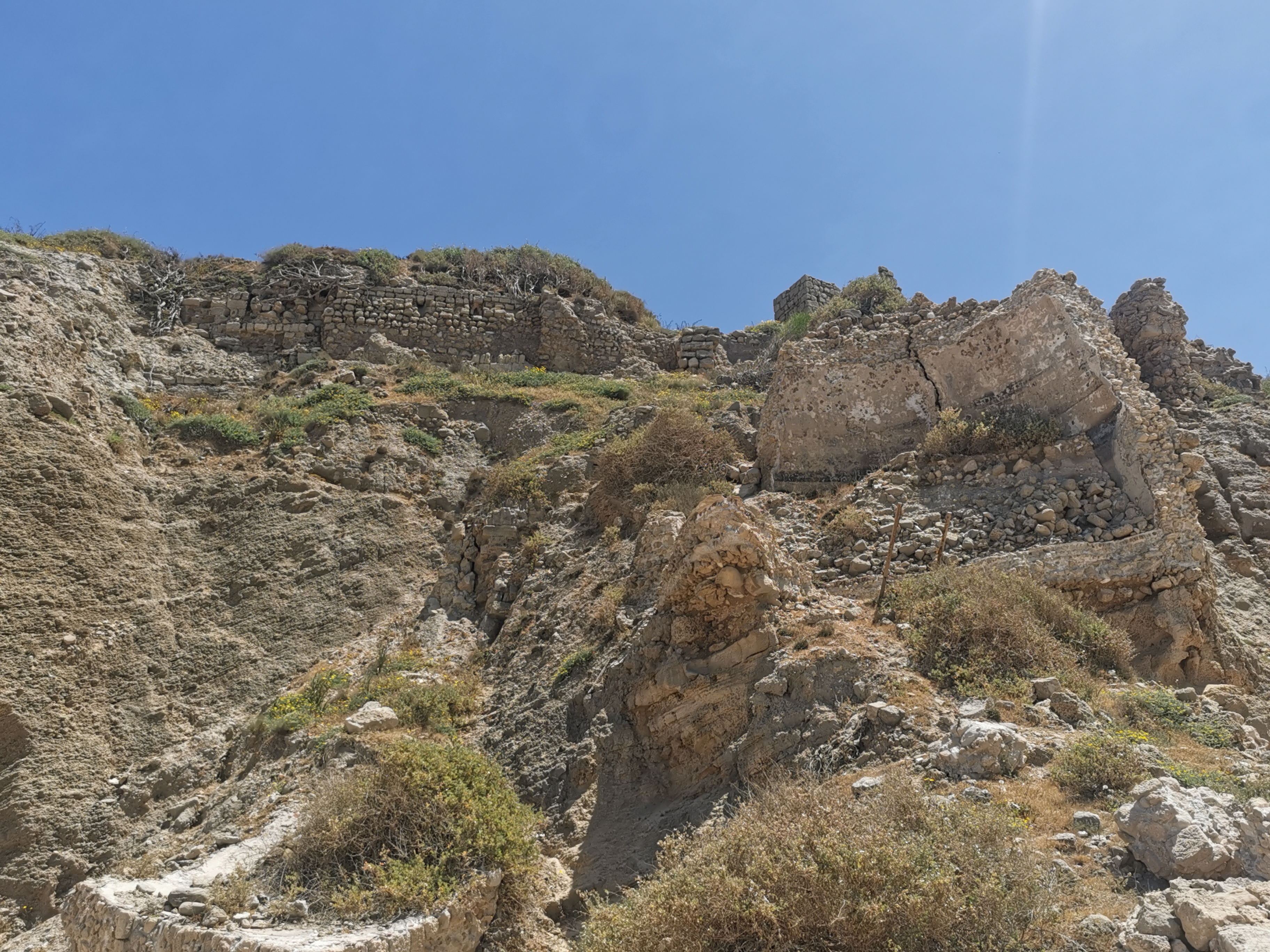
Vista del cimitero dei cani di Ashkelon, 2021

Il cimitero dei cani di Ashkelon è un luogo di sepoltura nella città di Ashkelon in Israele, dove probabilmente furono sepolti migliaia di cani tra il V e il III secolo a.C. La maggior parte dei cani erano cuccioli; tutti avevano somiglianze con il moderno Canaan Dog, forse rappresentando la popolazione ancestrale da cui discende la razza moderna. È il più grande cimitero conosciuto di questo tipo nel mondo antico.
Si pensa che i cani siano collegati al culto di Astarte ad Ashkelon. M. Heltzer rileva prove dalla Sicilia di un possibile legame cultuale tra i cani e la dea mediorientale Astarte, ed Erodoto menziona che il tempio più antico di Ashkelon era dedicato ad Afrodite, che i greci associavano ad Astarte.

## Descrizione

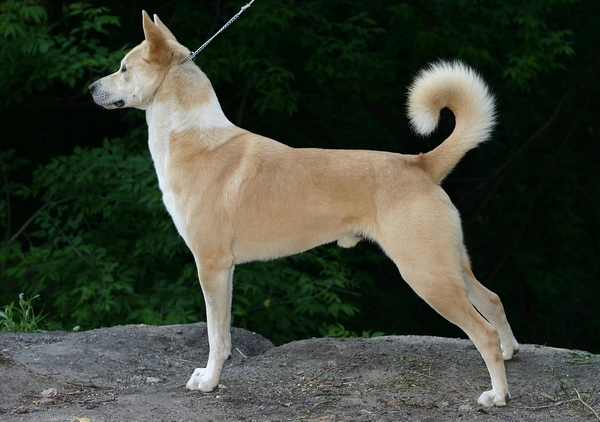
Un cane Canaan, di razza simile ai cani sepolti nel cimitero cinofilo di Ashkelon migliaia di anni fa, 2011

Il cimitero è stato scoperto nel Parco Nazionale di Ashkelon da Lawrence Stager durante gli scavi intrapresi tra il 1986 e il 1994 nella spedizione di Leon Levy ad Ashkelon. Il suo team ha individuato gli scheletri di oltre 1.300 cani. Erano stati sepolti in un momento in cui la città, popolata dai Fenici, era governata dalla Persia achemenide come stato cliente.
La maggior parte dei cani sono stati trovati sepolti in una serie di terrazze che in precedenza erano state occupate da un grande magazzino con vista sul mare. Il luogo di sepoltura si estendeva a sud in un'area che sembra essere stata utilizzata solo brevemente come cimitero per cani prima di essere costruita, e probabilmente si estendeva a ovest in un'area che è stata persa a causa dell'erosione costiera. Le sepolture sono state datate tra il V e la prima parte del IV secolo a.C. Il luogo di sepoltura potrebbe essere stato in uso per circa cinquant'anni. Stager osserva che, poiché "sono stati stabiliti solo i limiti orientali del cimitero, possiamo ipotizzare che in origine fosse molto più grande, con sepolture di cani probabilmente nell'ordine delle migliaia". Lo descrive come "di gran lunga il più grande cimitero di cani conosciuto nel mondo antico". Un'altra serie di sepolture è stata trovata a nord-est, dove i cani erano stati sepolti nelle strade o nelle arterie tra grandi edifici. Si tratta di date successive, dal tardo periodo persiano al primo periodo ellenistico.
Ogni animale occupava una fossa poco profonda ed era sdraiato su un fianco con la coda infilata tra le zampe posteriori. Le sepolture non erano contrassegnate, non c'erano offerte nelle fosse e i cani non erano orientati in una direzione coerente. I cadaveri venivano accuratamente sepolti, in alcuni casi forse con gli arti legati alle caviglie prima della sepoltura. Al contrario, le fosse di sepoltura sono state scavate in modo un po' casuale, sovrapponendosi e occasionalmente invadendosi l'una sull'altra. Almeno il sessanta per cento dei cani erano cuccioli. Alcuni erano probabilmente feti. Le sepolture sembrano aver avuto luogo individualmente nel tempo, piuttosto che in massa.
La causa della morte non sembra essere stata un sacrificio. Nessuno degli scheletri mostra segni di ferite mortali o qualche segno di essere stati tagliati o scuoiati prima della sepoltura. È possibile che possano essere stati avvelenati, il che non avrebbe lasciato tracce sugli scheletri. Tuttavia, sembra più probabile che i decessi siano dovuti a cause naturali, poiché i tassi di mortalità per i cani urbani in un ambiente pre-veterinario erano molto alti. Forse è probabile che fino al cinquanta per cento sia morto nel primo anno di vita.
È stata avanzata un'ipotesi alternativa: suggerisce che i cani siano morti in un'epidemia. Tuttavia, questo non è coerente con i dati demografici dei cani sepolti, poiché ci si aspetterebbe che un'epidemia colpisca tutti i membri della popolazione colpita, mentre la popolazione di Ashkelon è fortemente sbilanciata verso i cuccioli.
I cani erano fisicamente simili, con strette somiglianze anatomiche con l'attuale cane Canaan. Piuttosto che essere una singola razza, sembrano rappresentare esempi di una popolazione di canidi presenti in natura adattata alle condizioni calde e semi-aride della regione. Cani di questo tipo hanno dato origine al cane Canaan attraverso l'allevamento selettivo nei tempi moderni.

## Interpretazione

### Antica religione semitica e zoroastrismo
Nel Levante meridionale sono state rinvenute numerose sepolture di cani con contesti religiosi, risalenti addirittura al 3500 a.C. Il fenomeno delle sepolture di cani nella regione sembra aver raggiunto un picco sotto il dominio persiano (586-332 a.C.) e continuò nel periodo ellenistico, anche se le ragioni della crescita e del declino della pratica non sono chiare. In tutta la regione sono state trovate sepolture di cani singole o in piccole quantità, anche se il cimitero di Ashkelon è in una classe a sé stante per le sue dimensioni.
Stager ipotizza che "la migliore spiegazione sembra essere che i cani Ashkelon fossero venerati come animali sacri. In quanto tali, erano probabilmente associati a una particolare divinità e al recinto sacro di quel dio, intorno al quale i cani erano liberi di vagare". La cura prestata alle singole sepolture indica "un'intensa relazione tra cani e umani".  I cani erano venerati nella tradizione zoroastriana persiana, ma erano anche associati agli dei guaritori nella tradizione cananea, fenicia, babilonese e assira. Per esempio, la dea babilonese della salute, Nintinugga o Gula, aveva come simbolo il cane ed era descritta come "colei che con il tocco della sua mano pura risuscita i morti".